# Jelonki (Warszawa)

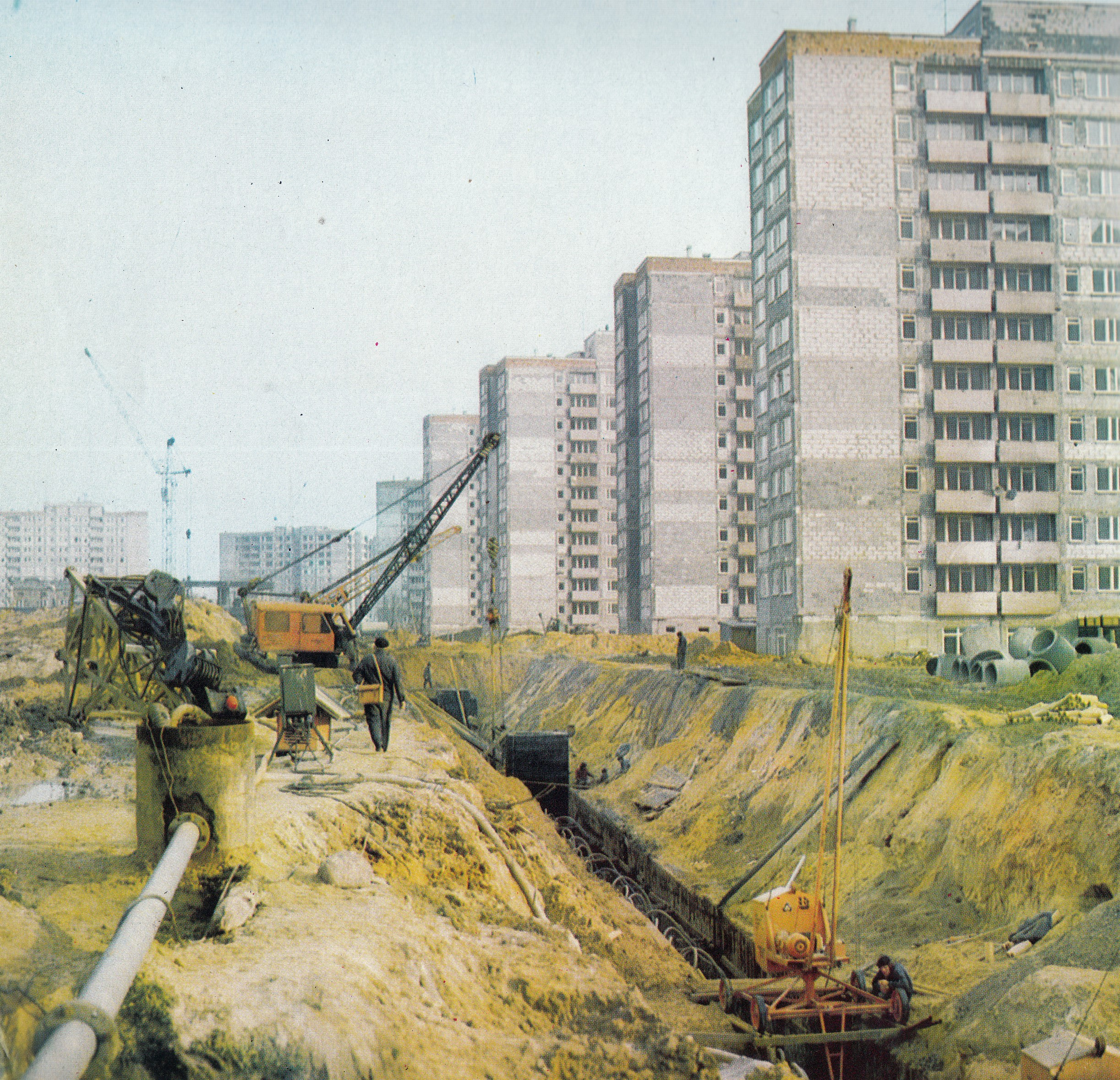
Budowa bloków mieszkalnych w rejonie ul. Borowej Góry, lata 70. XX wieku

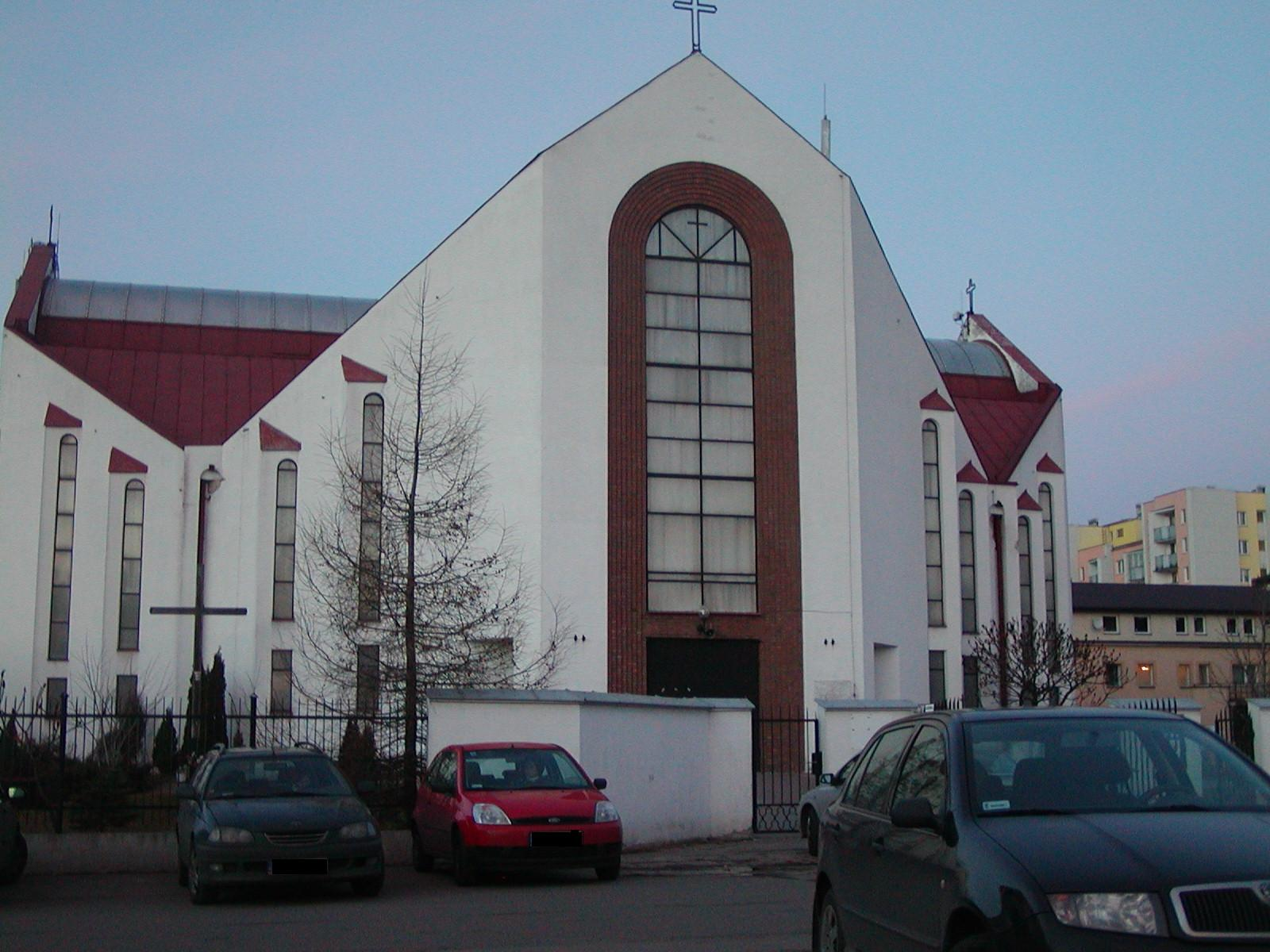
Kościół parafii Bogurodzicy Maryi

Jelonki – osiedle i dwa obszary MSI (Jelonki Północne i Jelonki Południowe) w dzielnicy Bemowo w Warszawie. W latach 1951–1989 w dzielnicy Wola, w latach 1989–1994 w dzielnicy-gminie Wola. 
Od północy teren Jelonek ogranicza ulica Górczewska, od zachodu ulica Lazurowa, od południa stacja Warszawa Główna Towarowa, a od wschodu umownie tory linii kolejowej Warszawa Gdańska – Warszawa Główna Towarowa.

## Historia
W XIX wieku, na gruntach wsi Odolany, przy ulicy Połczyńskiej (droga na Poznań), powstały folwark i wieś Jelonki, wraz ze szkołą początkową, cegielnią i wytwórnią dachówek Bogumiła Schneidera. Wyrobisko po wydobywanej dla cegielni glinie nosi nazwę Glinianki Sznajdra. Po 1921 folwark i wieś Jelonki rozparcelowano. Wytwórnia założona w roku 1864 na przełomie stuleci zatrudniała ponad 150 robotników i przetrwała aż do września 1939. Po wojnie, przez długie lata funkcjonowało na terenie Jelonek Technikum Ceramiczne, co można uznać niejako za podtrzymywanie miejscowej tradycji. 
Po 1921 pojawiła się nowa koncepcja urbanistyczna, lansująca w pierwszej ćwierci XX wieku ideę tak zwanych „miast-ogrodów”, jako alternatywy dla „nieludzkich” i zuniformalizowanych wielkich miast. Zakładała ona między innymi budowanie małych domków w neoklasycznym stylu z ogródkami oraz tworzenie dużych, zielonych obszarów na zagospodarowywanym terenie. Przed rokiem 1939 powstało tu Miasto-Ogród Jelonek. Według niemieckiego spisu ludności, we wsi Jelonki w marcu 1943 mieszkało 3826 osób. 
Na Jelonkach występowała drużyna piłkarska Dąb Jelonki. Po wojnie istniał jeszcze LZS (później Lech) Jelonki. Gdy po 1955 r. na Jelonkach zaczął grać Gazowniczy Klub Sportowy „Świt” (jeszcze jako „Ogniwo”), stopniowo łączono zespoły. Najpierw Świt wchłonął LZS Lech z boiskiem przy ul. Połczyńskiej, później, w 1960 r. zrobił to Dąb, jednocześnie przenosząc się na jego boisko. Odtąd Świt gra przy ul. Oświatowej.
Podczas obrony Warszawy we wrześniu 1939 na terenie Jelonek doszło do walk między oddziałami polskimi i niemieckimi. W 1943 syn Bogumiła Schneidera, Zygmunt, ofiarował ze swojego majątku działkę pod budowę kościoła. W 1951 została erygowana parafia Podwyższenia Krzyża Świętego (kościół został konsekrowany w 1968). W 1947 Jelonki uzyskały połączenie autobusowe z Warszawą – linia W obsługiwała połączenie pomiędzy zajezdnią na ul. Młynarskiej a obecnym pl. Kasztelańskim (wtedy Jana III Sobieskiego).
W 1951 ówczesne Miasto-Ogród Jelonek włączono w granice m.st. Warszawy, ale długo jeszcze Jelonki pozostawały podmiejską wsią. 
W 1952 na terenie Jelonek zbudowano istniejące do dziś drewniane osiedle dla budowniczych Pałacu Kultury i Nauki – Osiedle Przyjaźń. Jako hotele dla budowniczych Pałacu Kultury, a później jako akademiki służyły baraki, oprócz nich powstały domki dla inżynierów i inna infrastruktura (między innymi kino Dar). Do budowy baraków na osiedlu użyto m.in. materiałów z rozbiórki obozu jenieckiego Stalag I-B „Hohenstein” koło Olsztynka. Domki dla inżynierów to tzw. domki fińskie.
W latach 70. i 80. zbudowano kolejno nowe osiedla mieszkaniowe: „Jelonki”, „Lazurowa” i „Górczewska”.
W 1984 r. na Jelonkach Północnych została erygowana nowa parafia Bogurodzicy Maryi. Kościół parafialny wzniesiony został w latach 1987–1995.
W latach 1951–1989 Jelonki znajdowały się w dzielnicy Wola, w okresie od grudnia 1989 do marca 1994 w gminie Warszawa-Wola. W 1994 roku Jelonki stały się częścią gminy Warszawa-Bemowo.

## Ważniejsze obiekty
- Park Górczewska
- Glinianki Sznajdra
- Glinianki Jelonek
- Osiedle Przyjaźń
- Ciepłownia Wola